# Gazebo (músico)
Gazebo es un músico italiano, nacido en Beirut, Líbano el 18 de febrero de 1960.
Su nombre verdadero es Paul Mazzolini. Ha sido un estudiante del Lycée Chateaubriand de Rome, la escuela francesa de Roma.
Su estilo musical es el Synthpop e Italo disco.
Este artista es conocido mundialmente por ser uno de los precursores del género musical Italo Disco debutando con su tema "Masterpiece" en 1982, un año más tarde obtuvo gran popularidad con el que fue su mayor éxito, su sencillo I Like Chopin (1983), siendo este tema a su vez uno de los principales hits del género italo disco de ese mismo año, aparte de dicho sencillo tuvo varios éxitos más en su carrera, tales como Telephone Mama, Masterpiece, Lunatic o Love in your eyes.
En el año 2006, lanza un nuevo sencillo de nombre Tears for Galileo, estrenado en un programa de la televisión italiana; se clasificó en las listas musicales europeas de estilo Eurodance.

## Discografía

### Álbumes
- 1983 – Gazebo (Gazebo) (Baby Records).  Reediciones en álbumes posteriores (de 1984 en adelante) los llaman "I Like Chopin" como un título de álbum.
- 1984 – Telephone Mama (Baby Records)
- 1986 – Univision (Carosello)
- 1988 – The Rainbow Tales (Carosello)
- 1989 – Sweet Life (Carosello)
- 1991 – Scenes From The News Broadcast (Lunatic)
- 1994 – Portrait (Giungla-BMG Italy)
- 1997 – Viewpoint (Softworks)
- 2000 – Portrait & Viewpoint (Softworks)
- 2007 – Ladies! The Art Of Remixage (Softworks)
- 2008 – The Syndrone (Softworks)
- 2013 – I Like ... Live! (Softworks)

### Sencillos
- "Masterpiece" (1982; n.º 2 Italia, n.º 35 Alemania, n.º 5 Suiza)
- "I Like Chopin" (1983; n.º 1 Italia, n.º 1 Alemania, n.º 1 Suiza, n.º 7 Holanda, n.º 1 Austria, n.º 9 Japón, n.º 1 España)
- "Lunatic" (1983; n.º 3 Italia, n.º 4 Alemania, n.º 6 Suiza, n.º 13 Austria, n.º 15 España)
- "Gimmick!" (1983)
- "Love In Your eyes" (1983; No.31 en España)
- "Telephone Mama" (1984; n.º 10 Italia, n.º 12 España)
- "First!" (1984)
- "For Anita" (1985; No.38 España)
- "Trotsky Burger" (1986; n.º 6 España)
- "The Sun Goes Down On Milky Way" (1986)
- "Give Me One Day ... / Diamonds Are Forever" (1987)
- "Coincidence" (1988)
- "Dolce Vita" (1989)
- "Fire" (1991)
- "The 14 July" (1991)
- "I like Chopin 91" (remix) (1991)
- "Masterpiece 2K" (remix) (2000)
- "Tears For Galileo" (2006)
- "Ladies!" (2007)
- "Virtual Love" (2008)
- "Queen of Burlesque" (2011)
- "Blindness" (2015)

- Datos: Q361329
- Multimedia: Gazebo (musician) / Q361329